# Magali Mougel
Magali Mougel, née en 1982 à Saint-Dié-des-Vosges dans les Vosges, est une auteure française de théâtre. Elle a été enseignante à l'université de Strasbourg et rédactrice pour le théâtre national de Strasbourg.

## Biographie
Magali Mougel commence ses études supérieures par un DEUG de philosophie, avant d'obtenir un master de recherche en arts du spectacle. En 2008, elle entre à l’École nationale supérieure des arts et techniques du théâtre au département d’écriture sous la direction d'Enzo Cormann. Elle en sort diplômée en 2011.
Ses premières pièces sont publiées aux éditions Espaces 34 : Erwin Motor, dévotion en 2011, finaliste du grand prix de littérature dramatique en 2013, Guerrières ordinaires en 2013, Suzy Storck en 2013, finaliste du grand prix de littérature dramatique en 2014, Penthy sur la bande en 2016.
Depuis 2014, elle se consacre exclusivement à l'écriture. En 2015, elle est en résidence d'écriture au théâtre national de Chaillot à Paris avec Olivier Letellier.
The Lulu Projekt, pièce publiée en 2017, fait partie des quatre pièces nommées au prix Collidram 2018, remporté par Samuel Gallet.
En 2024 est créée la pièce Lichen, « récit à plusieurs voix qui […] plonge dans les rêves et les ressentis d’une petite fille. Elle donne à voir la vie et les combats d’une famille qui refuse de se faire déposséder de son foyer et de son histoire au profit d’une rénovation urbaine imposée », mise en scène par Julien Kosellek de l'ensemble théâtral estrarre. La pièce, jouée au festival Off d'Avignon 2025 au théâtre 11 du 5 au 24 juillet, est un franc succès et fait partie de la liste des 50 pièces inratables du festival Off . 

## Œuvres
- 2007 : Varvara # Essai 1, Waterlily # Essais 2, Chambéry, éditions l'Act Mem  (ISBN 978-2-35513-008-3)
- 2012 : Erwin Motor, dévotion, Les Matelles, éditions Espaces 34  (ISBN 978-2-84705-092-9)
- 2013 : Guérillères ordinaires, Les Matelles, éditions Espaces 34  (ISBN 978-2-84705-102-5) Réunit : Lilith à l'estuaire du Han, Léda, le sourire en bannière, La Dernière Battue.
- 2013 : Suzy Storck, Les Matelles, éditions Espaces 34  (ISBN 978-2-84705-108-7)
- 2016 : Penthy sur la bande, Les Matelles, éditions Espaces 34  (ISBN 978-2-84705-134-6)
- 2016 : Elle pas princesse, lui pas héros, illustrations d'Anne-Sophie Tschiegg, Arles, Actes Sud-Papiers, coll. « Heyoka jeunesse »  (ISBN 978-2-330-05753-4)
- 2017 : The Lulu Projekt, Les Matelles, éditions Espaces 34  (ISBN 978-2-84705-149-0)
- 2019 : Shell Shock, Les Matelles, éditions Espaces 34  (ISBN 978-2-84705-186-5)
- 2020 : Frissons, Les Matelles, éditions Espace 34, coll. « Théâtre jeunesse »  (ISBN 978-2-84705-251-0)
- 2023 : MADAM, Manuel d'auto-défence à méditer, coll. « Écriture de spectacle », deuxième époque
- 2023 : La Vie, la vraie, Strasbourg, la Maison théâtre, coll. « Les Cahiers théâtre (Strasbourg) »  (ISBN 978-2-9586764-0-7)
- 2023 : Lichen, Les Matelles, éditions Espaces 34, coll. « Hors cadre »  (ISBN 978-2-84705-260-2)
- 2024: Mauvaise Pichenette !, Les Matelles, éditions Espaces 34  (ISBN 978-2-84705-313-5)

### En collaboration
- 2017 : La nuit où le jour s'est levé de Sylvain Levey, Magali Mougel et Catherine Verlaguet[9], Carnières (Belgique), éditions Lansman, coll. « Théâtre à vif »  (ISBN 978-2-8071-0165-4)
- 2020 : Liberté, égalité : 6 pièces pour la pratique artistique des 11-14 ans, Montreuil, Éditions théâtrales / Strasbourg, la Maison théâtre, coll. « Théâtrales-jeunesse »  (ISBN 978-2-84260-830-9) Avec des textes de Stéphane Bientz, Sarah Carré, Guillaume Cayet, Matt Hartley, Magali Mougel et Clémence Weill.
- 2020 : Pensée plurielle, écritures singulières : pédagogie critique et collective de l'écriture dramatique, ouvrage coordonné par Enzo Cormann, Besançon, Les Solitaires intempestifs, coll. « Du désavantage du vent »  (ISBN 978-2-84681-606-9) Avec les contributions de : Marion Aubert, Vincent Bady, Mathieu Bertholet, Enzo Cormann, Lisiane Durand, Samuel Gallet, Laurent Gutmann, Mireille Losco, Fabrice Melquiot, Magali Mougel, Olivier Neveux, Pauline Peyrade, Guillaume Poix, Pauline Sales et Laura Tirandaz.